# Ski Aggu
Ski Aggu, pseudonimo di August Jean Diederich (Wilmersdorf, 3 novembre 1997), è un rapper tedesco.
Nelle sue esibizioni e concerti indossa di solito la sua famosa maschera da sci della Oakley. 

## Biografia
August è nato il 3 novembre 1997 a Berlino-Wilmersdorf, suo nonno è il politico dell'SPD Nils Diederich.
Ha iniziato a comporre musica dal 2018, pubblicando frequentemente sulla piattaforma Soundcloud, in collaborazione con l'attore Adrian Julius Tillman (alias Ritter Lean).
L'esordio fu verso il 2020, quando si trasferì temporaneamente in Irlanda e divenne anche campione di arti marziali irlandesi. Qui pubblicò la sua prima canzone ufficiale: Weiẞwein und Pappbecher, da allora ha iniziato a pubblicare musica regolarmente talvolta in collaborazione con altri artisti come YFG Pave, Domiziana ed Endzone.
Iniziò inoltre a esibirsi in vari concerti estivi e festival locali, dove troverà anche i primi produttori.
Il debutto arrivò a fine 2022 con la canzone Party Sanhe, basata su una canzone dei Caesars, che ha raggiunto la 32ª posizione nelle classifiche tedesche; questo lo porterà a iniziare il suo primo tour in Germania (Aprés Ski) e pubblicare il suo primo album ufficiale, 2022 war Film gewesen (Il 2022 è stato un film).
Il 25 maggio 2023 ha pubblicato il singolo Friesenjung, in collaborazione con Joost Klein e Otto Waalkes, la canzone ha raggiunto il primo posto nelle classifiche di Austria e Germania, ed è diventata hit di successo.
A ottobre 2023 ha pubblicato l'album Denk mal Drüber nach... (Pensaci), che ha raggiunto il primo posto nella classifica degli album tedeschi ed è stato promosso col Campaign Tour 2023 – nel tour ha confermato la sua intenzione di candidarsi alle prossime elezioni del Parlamento Tedesco.
Nel 2024, ha annunciato di intraprendere un nuovo tour, intitolato Die Letze Tour in Germania, Austria e Svizzera; ha quindi iniziato a postare snippet di canzoni inedite sul suo account TikTok che finiranno nel suo nuovo album intitolato Wilmersdorfs Kind (Bambino di Wilmersdorf), rilasciato il 30 agosto 2024 che ha raggiunto la prima posizione in classifica.
Durante il concerto San Hejmo a Weeze Ski Aggu si è esibito in sedia a rotelle, affermando di essersi infortunato in Austria, mentre al concerto dell'Highfield Festival di Lipsia, la ruota panoramica ha preso fuoco causando sui 30 feriti.
Ski Aggu ha annunciato, attraverso un cortometraggio mostrato ai suoi concerti, gli Ski Aggu Open-Airs, 5 concerti in 5 città tedesche (Dresda, Norimberga, Colonia, Berlino, e Amburgo) previsti per il 2025. 
Annuncia a seguito lo USAggu Tour negli Stati Uniti, e addirittura una tournée europea, poi espansa a una internazionale, lo Ski Aggu World Tour.
Il 29 maggio 2025 il rapper tedesco ha pubblicato la canzone Palermo, un'ode scherzosa alla città italiana e all'Italia in generale, e lui stesso ha alloggiato temporaneamente in Sicilia per la registrazione del video musicale e per supportare il Palermo Football Club, la sua squadra italiana del cuore. La data di pubblicazione non è infatti casuale, ma si rifà alla data di promozione in Serie A nella stagione 2003-2004 e la finale di Coppa Italia 2010-2011. A seguito del successo riscontrato dalla canzone Ski Aggu ha espresso interesse nell'organizzare una serie di concerti in Italia, e si esibirà a Milano il 29 ottobre 2025 al Legend Club.

## Discografia parziale

### Album

#### 2022 war Film gewesen (2022)
- Party Sanhe (con Endzone)
- Tour de Berlin (con Domiziana)
- Hubba Hubba (con Southstar)
- Acid Kotti

#### Denk mal Drüber nach (2023)
- MAXIMUM RIZZ
- Mietfrei
- Theater★ (con $OHO BANI)
- Friesenjung (con Joost Klein, Otto Waalkes)

#### Wilmersdorfs Kind (2024)
- BYE X3 (con JEREMIAS)
- DEUTSCHLAND 🇩🇪 (con Ikkimel)
- BALLA BALLA
- Abgelenkt

### Altri singoli
- 2018 – 3MD1
- 2018 – Sparbuchaccount
- 2018 – Viertel
- 2018 – Sonntagabende (con Ritter Lean)
- 2018 – Sisyphosstrand (con Ritter Lean)
- 2020 – Weiẞwein und Pappbecher
- 2020 – Super Wavy (con YFG Pave)
- 2021 – Kosmonauten (con Bibiza)
- 2021 – Ski Aggu Type Beat
- 2021 – Früchtetee mit Honig
- 2023 – Liebe Grüße (con RAF Camora)
- 2023 – Anders (con 01099)
- 2024 – Flasche Kreist (con 01099)
- 2024 – Schwarzer Toyota (con Skrt Cobain & Mark Forster)
- 2025 – Palermo

## Tour
- Aprés Ski (2022)
- Campaign Tour 2023 (2023)
- Die Letze Tour (2024)
- Ski Aggu Open-Airs (2025)
- USAggu Tour (2025)
- Ski Aggu World Tour (2025-2026)

## Premi

### 1 Live Krone
- Migliore canzone per Friesenjung (2023)
- Migliore canzone Hip Hop/R&B per Anders (2023)
- Miglior cantante esordiente alla carriera (2023)

### Hiphop.de Awards
- Miglior rapper solista nazionale alla carriera (2023)
- Miglior testo per Liebe Grüße (2023)